# Lindy Remigino
Lindy John Remigino (Nova York, 3 de junho de 1931 - 11 de Julho de 2018) foi um velocista e campeão olímpico norte-americano.
Venceu a final dos 100 m rasos em Helsinque 1952 após os árbitros se decidirem por ele. Quatro atletas cruzaram juntos a linha de chegada em 10s4 como quinto e o sexto 0.1s atrás, a mais apertada chegada desta prova na história olímpica. Conquistou uma segunda medalha de ouro integrando o revezamento 4x100 m junto com Harrison Dillard, Dean Smith e Andy Stanfield.